# Hans Lülfing
Hans Lülfing (* 24. November 1906 in Leipzig; † 9. Juli 1991 in Berlin) war ein deutscher Bibliothekar, Paläograph, Historiker und Germanist.

## Biographie
Lülfing studierte seit 1926 an der Universität Leipzig die Fächer Geschichte, Philosophie, Germanistik, Geographie und Kunstgeschichte und promovierte dort 1931 mit einer Dissertation über die politischen Anschauungen Julius Froebels. Anschließend absolvierte er von 1934 bis 1936 eine Bibliothekarsausbildung in Leipzig und ging als wissenschaftlicher Bibliothekar und zeitweiliger Leiter an die Stadtbibliothek Magdeburg, wo er 15 Jahre lang wirkte.
1951 kehrte er nach Leipzig zurück und übernahm die Leitung der Handschriften- und Inkunabelabteilung der Universitätsbibliothek Leipzig.
1952 erhielt er einen Lehrauftrag für Buch- und Bibliotheksgeschichte an der Universität Leipzig und wurde noch im selben Jahr zum Vorsitzenden der Kommission für Handschriften und Inkunabeln am Ministerium für Hoch- und Fachschulwesen der DDR ernannt. Im Jahre 1957 folgte er einer Berufung zum Direktor der Handschriftenabteilung der Deutschen Staatsbibliothek zu Berlin und wurde von 1959 bis 1964 mit der Leitung der Inkunabelabteilung und des Gesamtkataloges der Wiegendrucke beauftragt. Ab 1962 hatte er eine Professur für Geschichte des Buch- und Schriftwesens am Institut für Bibliothekswissenschaft der Humboldt-Universität Berlin bis zu seiner Emeritierung im Jahre 1972 inne. Sein Nachlass befindet sich in der Universitätsbibliothek Leipzig.
Lülfing legte wichtige Beiträge zur Buch- und Bibliotheksgeschichte vor. In seinen zahlreichen Vorlesungen und Veröffentlichungen, besonders in der 1969 erschienenen Monographie „Johannes Gutenberg und das Buchwesen des 15. Jahrhunderts“, verstand er die Geschichte des Buch- und Schriftwesens als integralen Bestandteil der allgemeinen Kulturgeschichte.
Seine Tochter ist Daniela Lülfing (* 1950), ehemalige Leiterin der Benutzungsabteilung und Baubeauftragte der Generaldirektorin der Staatsbibliothek zu Berlin – Preußischer Kulturbesitz.

## Werke
- Universität, Buchdruck und Buchhandel in Wittenberg, vornehmlich im 16. Jahrhundert. In: 450 Jahre Martin-Luther-Universität Halle-Wittenberg. Band 1: Wittenberg 1502–1817. Selbstverlag der Martin-Luther-Universität Halle-Wittenberg, Halle 1952, S. 377–391, 380.
- Gelehrten- und Schriftstellernachlässe in den Bibliotheken der Deutschen Demokratischen Republik. Teil 2: Die Nachlässe in  wissenschaftlichen Instituten und Museen und in den allgemeinbildenden Bibliotheken. Deutsche Staatsbibliothek, Berlin 1968.
- Gelehrten- und Schriftstellernachlässe in den Bibliotheken der Deutschen Demokratischen Republik. Teil 3: Nachträge, Ergänzungen, Register. Deutsche Staatsbibliothek, Berlin 1971.
- Das Buch im 4. bis 16. Jahrhundert. Kulturgeschichtliche Grundlagen, Zusammenhänge, Ausblicke, in: Teitge, Hans-Erich (Hrsg.): Kostbarkeiten der Deutschen Staatsbibliothek, Leipzig 1986.
- An der Wiege des Alphabets. Leipzig, Fachbuchverlag 1977.
- Handschriften und alte Drucke. Kostbarkeiten aus Bibliotheken der DDR. Wiesbaden, Reichert 1981, ISBN 3-88226-103-X.